# Chiesa di Sant'Agostino (Abbasanta)
La chiesa di Sant'Agostino è una chiesa campestre situata in territorio di Abbasanta, centro abitato della Sardegna centrale. Consacrata al culto cattolico, fa parte della parrocchia di Santa Caterina d'Alessandria, arcidiocesi di Oristano.
Voluta dal rettore parrocchiale Paolo Ponti, la chiesa fu inaugurata il 16 agosto del 1891 dallo stesso sacerdote. Attorno alla chiesa furono edificati sos muristenes, semplici abitazioni in pietra costruite da alcuni abbasantesi per ospitare le loro famiglie e altri pellegrini. Oltre a sos muristenes- che delimitano lo spazio centrale davanti alla chiesa (sa Cortizza), durante gli anni sono state costruite altre case più grandi, le quali hanno formato il borgo che prende il suo nome proprio dal santo Patrono. Questo piccolo villaggio ogni anno si popola durante il mese di agosto e settembre. Il 16 agosto (anniversario della benedizione della chiesa), dopo la Santa Messa celebrata nella Chiesa Parrocchiale Santa Caterina d'Alessandria ad Abbasanta, si snoda la processione per recare il simulacro di sant'Agostino dalla parrocchia alla sua chiesetta campestre: oltre ai numerosi fedeli, sono presenti i cavalieri, il comitato della festa e le confraternite; durante la lunga processione (circa 8 km), i fedeli, dietro il simulacro, cantano sos gosos, le lodi in onore di sant'Agostino, e il rosario in sardo, in tono abbasantese. Il 18 agosto, nella chiesetta campestre, hanno inizio le novene in onore del Santo: ogni giorno viene pregato il Rosario, la Novena e viene celebrata la Messa, al termine della quale si cantano i gosos. Il 22 agosto le funzioni sono celebrate dopo il tramonto del sole: in sa Cortizza viene allestito l'altare e il soglio per la Beata Vergine Maria Regina; la Messa e la novena sono celebrate all'aperto a causa dei numerosi fedeli; dopo la Messa, si snoda una suggestiva e partecipata fiaccolata in onore della Madonna per le vie del borgo; al rientro il sacerdote consacra le famiglie al Cuore Immacolato di Maria. Il 27 agosto, festa di santa Monica, madre di sant'Agostino, si celebrano la Messa e i Vespri solenni. Il 28, festa liturgica di sant'Agostino, al mattino c'è la processione del Santo nel borgo e la Messa Solenne col panegirico. L'ultima domenica di agosto, festa popolare di sant'Agostino, al mattino si celebra la Messa solenne, mentre al pomeriggio si corrono Sas Pariglias de Santu Austinu, una corsa di abilità a cavallo in onore del Santo. La prima domenica di settembre, il simulacro fa rientro ad Abbasanta, sempre in processione, presenti anche numerosi gruppi folkloristici da diverse parti della Sardegna. Dal 16 agosto alla prima domenica di settembre, ogni sera, oltre alle funzioni religiose, il comitato organizza la festa civile, sempre a Sant'Agostino, eccetto gli ultimi due giorni, in cui i festeggiamenti civili sono organizzati ad Abbasanta per il rientro del simulacro del Santo.